# کامپولیتو
کامپولیتو (به ایتالیایی: Campolieto) یک کومونه در ایتالیا است که در استان کامپوباسو واقع شده‌است.

## خصوصیات
کامپولیتو ۲۴٫۲ کیلومترمربع مساحت و ۹۶۶ نفر جمعیت دارد و ۷۳۵ متر بالاتر از سطح دریا واقع شده‌است.

## خواهرخوانده
شهر آرزه خواهرخواندهٔ کامپولیتو هست.